# 周南市立周陽中学校
周南市立周陽中学校（しゅうなんしりつしゅうようちゅうがっこう）は、山口県周南市にある公立中学校。周南市緑地公園に囲まれた住宅地にある。周南市立周陽小学校、周南市立桜木小学校、周南市立遠石小学校の児童が卒業後に入学する。

## 歴史
- 1972年（昭和47年）4月 - 開校（初代校長・中村柳一）
- 1984年（昭和59年） - 秋月中学校の新設分離

## 教育目標
人間性豊かで、心身共にたくましく、思いやりのある生徒の育成

## アクセス
- 櫛ケ浜駅から徒歩20分以上、距離 約1.5m
- 徳山駅から南東へ、徒歩40分位

## 周辺
- 周南市立周陽小学校
- 周南市立桜木小学校
- 周南市立遠石小学校
- 周陽公園
- 山口県立徳山商工高等学校
- 周南公立大学
- 周南市立周栄幼稚園
- 国道2号
- 徳山中央病院
- 周南市消防本部東消防署

## 出身者
- 田中達也（サッカー選手）
- 土信田悠生（サッカー選手）
- 宮本大輔（陸上短距離走選手）
- 武藤央子（フリーアナウンサー）
- 藤中颯志（バレーボール選手）